# Giacomo Bellei
Pour les articles homonymes, voir Bellei.
Giacomo Bellei, né le 7 février 1988 à Zevio en Italie, est un joueur italien de volley-ball. Il joue attaquant.

## Palmarès

### Clubs
Supercoupe d'Italie:
- 2006

Challenge Cup:
- 2016

### Équipe nationale
Championnat d'Europe des moins de 21 ans:
- 2006